# Socors Català
Socors Català fou una organització de solidaritat i suport amb els patriotes catalans represaliats. Va ser fundada el 1977 arran de la detenció dels militants independentistes Carles Sastre, Àlvar Valls, Josep-Lluís Pérez i Montserrat Tarragó —tots ells militants d'EPOCA—, detinguts i acusats de la mort de l'industrial Josep Maria Bultó el 9 de maig de 1977. Va impulsar la campanya Llibertat Patriotes Catalans, que va durar tot l'estiu i que va ser un dels eixos de l'acte independentista del Fossar de les Moreres de Barcelona durant la diada nacional de Catalunya de 1977. Feia servir l'estelada amb el triangle blau i l'estel roig, creada a Perpinyà el 1973,
Entre els seus activistes hi havia l'editor d'El Llamp, Enric Borràs, el lingüista Miquel Vidal, l'escriptor i periodista Xavier Borràs i Martí Marcó. El 1981, després del cop d'estat del 23 de febrer, l'organització es va dissoldre. El seu testimoni fou recollit, de forma parcial, pels Comitès de Solidaritat amb els Patriotes Catalans (CSPC).